# Momotaro no Umiwashi
«Momotaro's Sea Eagles» (яп. 桃太郎の海鷲 момотаро-но умиваси), «Момотаро и его морские орлы» — японский пропагандистский мультипликационный фильм, снятый в 1943 году студией Гэйдзюцу Эйгася по заказу Министерства флота и вышедший в прокат в 25 марта 1943 г. Имея продолжительность 37 минут, стал практически полнометражным мультфильмом. DVD-версия с английскими субтитрами была выпущена в Японии издательством Kinokuniya Shoten в 2004 году. В США мультфильм издавался компанией Zakka Films — в 2009 году поступило в продажу издание с английскими субтитрами.

## Сюжет
Фильм предназначался для детей, рассказывая историю человека Момотаро и нескольких животных из японского фольклора, объединённых одной целью: атаковать демонов на острове (образ американцев и британцев в японской пропаганде), воспроизводя нападение на Пёрл-Харбор. Цель фильма — поднять боевой дух японцев.